# Leckwasser
Leckwasser ist ein in ein Behältnis oder abgeschlossenes System über eine oder mehrere Leckstellen gewollt oder ungewollt eindringendes oder herausströmendes Wasser (Leckstrom). Bei bestimmten Systemen kann mit wirtschaftlich vertretbarem Aufwand oder aus technischen Gründen das Eindringen oder die Abgabe von Leckwasser nicht verhindert werden und wird in Kauf genommen.
Das Leckwasser kann reines Wasser oder solches mit ökologisch unschädlichen oder schädlichen Zusatzstoffen oder Eigenschaften sein (z. B. Chemikalien, Schwermetallen, radioaktiv belastet etc.).

## Leckwassermenge und Ortung
Die Leckwassermenge (Wasserverlust) ist der prozentuale oder nach Masse bestimmte Anteil des Leckwassers am gesamten vorab definierten Wasserkreislauf über einen bestimmten Zeitraum.
Leckstellen, an denen Leckwasser austritt, können bei Bedarf durch eine Leckageortung erhoben werden. Dabei soll meist mit Hilfe geeigneter Messtechniken die Leckstellenposition möglichst exakt eingemessen werden.

## Beispiele

### Wasserbauwerke
Staumauern, Staudämmen für Kraftwerke, Schleusen, Sturmflutwehr, Schütze, Dämme, Kläranlagen etc. können aus wirtschaftlichen und/oder technischen Gründen meist nicht vollständig abgedichtet werden oder sollen nicht vollständig abgedichtet sein. Das dabei aus der Sperre ausfließende Leckwasser ist z. B. bei Kraftwerken (Staudämmen) ein wirtschaftlicher Verlust für den Anlagenbetreiber, weswegen dieser in der Regel bemüht ist, die Menge des Leckwassers möglichst gering zu halten. Unter Umständen kann einsickerndes oder abfließendes Leckwasser eine erhebliche Gefahr darstellen (siehe z. B. Teton-Staudamm, Dammbruch). Die Einsickerung bzw. der unkontrollierte Abfluss wird daher nach Möglichkeit verhindert oder es werden Gegenmaßnahmen getroffen (z. B. abpumpen, stabilisieren, abdichten etc.).
Im Bereich der Abwässer- und industriellen z. B. Giftstoffrückhaltebecken hingegen wird eine Leckwasserbildung meist aus wirtschaftlichen und/oder ökologischen Gründen zu vermeiden gesucht (siehe z. B. bezüglich der Folgen: Uranbergbau, Kolontár-Dammbruch, Baia-Mare-Dammbruch etc.).

### Atomkraftanlagen
Von besonderer Bedeutung ist die Verhinderung bzw. der kontrollierte Auffang von Leckwasser in Hochrisikoanlagen wie z. B. Atomkraftwerken (Chemical and Volume Control System. Siehe auch: Windscale-Brand, Nuklearkatastrophe von Fukushima und Wiederaufbereitungsanlagen etc.).

### Wasserfahrzeuge
In Booten wird das in oder über den Rumpf eingedrungene Leckwasser (auch: Bilgewasser, Kieljauche) ausgeschöpft (siehe Pütz) oder abgepumpt (Lenzen), da zu viel Leckwasser die Stabilität des Schiffes beeinträchtigen und im Extremfall zum Untergang des Schiffes führen kann.

### Gebäudeinstallation
Leckwasser in der Hausinstallation (z. B. Wasserleitungen, Wasserspeicher etc.) kann zu einem maßgeblichen Wasserschaden führen, auch wenn kein Wasserrohrbruch vorliegt. Es handelt sich dabei um einen ungewollten und unkontrollierten Austritt von Trink-, Nutz- oder Brauchwasser oder Löschwasser in das Gebäude oder in andere Hausinstallationen (z. B. Elektroanlage).
Bei Boilern nach dem offenen bzw. drucklosen Niederdrucksystem gehören betriebsbedingte Leckwasser zu den systemimmanenten Funktionen und ist für den sicheren und störungsfreien Betrieb erforderlich.

### Wassernetze
Bei betrieblichen, kommunalen und nationalen Trink- und Brauchwassernetzen (Fernwasserversorgung: Aquädukt und Freispiegelleitung sowie Wasserverteilungssysteme etc.) wird versucht Leckwasser nach Möglichkeit zu vermeiden, da dies zur relevanten Druckverlusten und auch wirtschaftlichen Verlusten sowie Schäden führen kann. Gemäß Mitteilung der Europäischen Kommission gibt es für Leckwasser, Löschwasser und Eigenverbrauch kommunaler Einrichtungen „keine einschlägige internationale Norm. Jedoch beläuft sich der akzeptable nicht registrierte Verbrauch auf 8 bis 15 %, wobei das europäische Mittel bei rund 15 % liegt.“